# Tổ Ấn Mật Hoằng
Tổ Ấn - Mật Hoằng (祖印 - 密弘, gọi tắt là Mật Hoằng, 1735 - 1835), là thiền sư Việt Nam, thuộc Lâm Tế tông, đời thứ 36.

## Tiểu sử và đạo nghiệp
Thiền sư Mật Hoằng là người họ Nguyễn, không rõ tên thật, húy Tổ Ấn, sinh năm Ất Mão (1735) ở huyện Phù Cát, tỉnh Bình Định.
Năm 1749, lúc mới 15 tuổi (tuổi ta), Mật Hoằng từ Bình Định vào tu hành ở chùa Đại Giác, thuộc huyện Phước Long, dinh Trấn Biên (nay là Cù lao Phố, thuộc xã Hiệp Hòa, thành phố Biên Hòa, tỉnh Đồng Nai). Sau đó, Mật Hoằng đến thọ giới cụ túc với Thiền sư Phật Ý Linh Nhạc ở chùa Từ Ân.
Năm Quý Tỵ (1773),uysư Mật Hoằng được cử làm Trụ trì chùa Đại Giác. Theo sách Lịch sử Phật giáo Đàng Trong (tập 2), thì trong thời gian chúa Nguyễn Phúc Ánh trung hưng ở Gia Định, và bắt đầu tiến ra miền Trung để tấn công Tây Sơn, chúa Nguyễn cùng hoàng gia và triều thần có thời gian tạm ngụ ở chùa Đại Giác của Sư. Vì ơn ấy, nên sau khi lên ngôi (1802) lấy hiệu là Gia Long, nhà vua đã sai người đến trùng tu chùa Đại Giác.
Năm Gia Long thứ 13 (1814), vua cho mời Thiền sư Mật Hoằng ra làm Tăng cang chùa Thiên Mụ ở Huế, đồng thời thỉnh vào nội cung thuyết pháp cho Hoàng gia.
Năm 1817, vua lại cử Tăng cang Mật Hoằng đến làm trụ trì chùa Quốc Ân ở Huế. Đến đây, Sư bèn cho trùng tu lại chùa, vì đã bị hư hại nhiều khi quân Tây Sơn đánh lấy Phú Xuân.
Năm Minh Mạng nguyên niên (1820), Tăng cang Mật Hoằng lại lo trùng tu chùa Thập Tháp Di Đà ở Bình Định.
Ngày mùng 1 tháng 10 năm Ất Mùi (1835), Tăng cang Mật Hoằng viên tịch tại chùa Quốc Ân (Huế) thọ 101 tuổi.
Sau đó, đồ chúng lập tháp thờ ở bên cạnh chùa. Bia tháp có ghi: "Sắc tứ Thiên Mụ tự, Trụ trì Mật Hoằng Đại lão Hòa thượng chi tháp". Long vị ở chùa Quốc Ân ghi: "Sắc tứ Thiên Mụ Trụ trì, trùng kiến Quốc Ân, Lâm Tế chánh tông, tam thập lục thế, húy Tổ Ấn, thượng Mật hạ Hoằng, Lão Hòa thượng". Chùa Long Hưng ở tỉnh Bình Dương cũng có thờ long vị của Hòa thượng Mật Hoằng.
Thiền sư Mật Hoằng có một số đệ tử nổi danh. Trong số đó có Thiền sư Tiên Huệ Tịnh Nhãn (sau được vua Nguyễn cử làm Tăng cang, Trụ trì chùa Thiên Mụ), Thiền sư Tánh Thiên Nhất Định (sau cũng được vua Minh Mạng phong chức Tăng cang chùa Giác Hoàng.